# موريتانيا الكبرى
«مُورِيتَانِيَا الكُبْرَى» هو مصطلح لموريتانيا الوحدوية المطالبة بالصحراء الغربية، و اقليم ازواد مالي ، و غيرها من المناطق المسكونة من قبائل موريتانيا. هذا الإدعاء كانت له عدة إديولوجيات منافسة وهي البربرية والقومية الصحراوية والتعددية المغربية وقومية الطوارق والعروبة.

## الخلفية

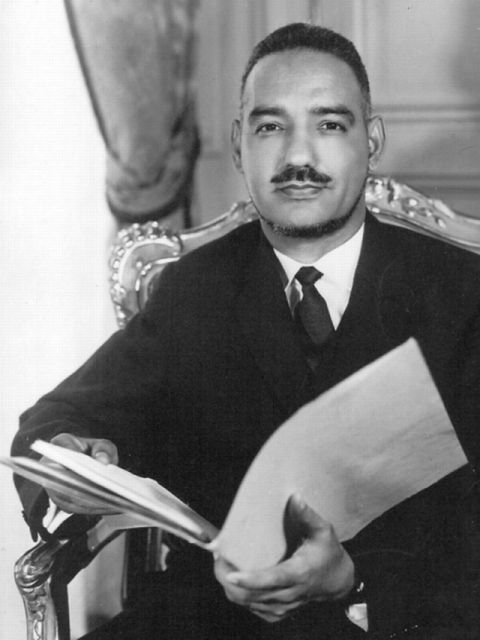
مختار ولد داداه

تم استخدام المصطلح لأول مرة من قبل أول رئيس لموريتانيا، مختار ولد داداه، حيث بدأ في المطالبة بالأراضي التي كانت تعرف آنذاك بالصحراء الإسبانية حتى قبل الاستقلال الموريتاني في عام 1960.
كان الأساس للمطالبته هو الروابط العرقية والثقافية الوثيقة بين الموريتانيين والصحراويين في الصحراء الإسبانية (الصحراء الغربية حاليا)، مما شكل في الواقع مجموعتين فرعيتين من نفس السكان المتكونين من قبائل العرب. حدود موريتانيا الكبرى تتوافق مع الحدود الجغرافية للهجة العربية الحسانية.
في أوائل السبعينيات، شاعت مطالبة النظام الموريتاني بالصحراء الإسبانية مرة أخرى، حين استعدت إسبانيا لمغادرة المستعمرة. ثم خافت موريتانيا من توسع المغرب نحو حدودها، على خلفية المطالبات المتنافسة من أجل «المغرب الكبير» الذي لم يشتمل في السابق على الصحراء الإسبانية فحسب، بل شمل موريتانيا بالكامل. (رفض المغرب الاعتراف بموريتانيا من الاستقلال في عام 1960، على الرغم من إقامة العلاقات في عام 1969.) 
يكتب سي آر بينيل:
«تحدث الرئيس الموريتاني مختار ولد دادا عن» موريتانيا الكبرى «، وهي إفتراض لثقافة مشتركة تشترك فيها القبائل الناطقة بالعربية ما بين نهر السنغال ووادي درعة. ساعدت الفكرة على بناء الوحدة في الداخل، وعرقلة التوسع المغربي.» 
قل طومسون وأدلوف،
«منذ بداية مسيرته السياسية، عبر دادا عن سياسة غير معادية فيما يتعلق بالصحراء الغربية، بمثابرة ملفتة ولكن أيضا بدون ملل، مع دعم خالصٍ أقل من قبل شعبه، وبالوسائل التي تحت تصرفه والتي هي أضعف من تلك الموجودة عند المغرب. الواقعية التي لطالما وصفت تقييم داداه لمركز موريتانيا، بحيت قللت تدريجياً مطالبته الإقليمية الأكبر من الصحراء الإسبانية بأكملها إلى ما أسماه غرب تيرس، أو تيريس الغربية.» 
وهكذا تم استخدام المطالبات الموريتانية بالإقليم لدرء التهديد المتصوَّر للتوسّع المغربي، ولإغراء إسبانيا بتقسيم المنطقة بين المغرب وموريتانيا في اتفاقيات مدريد. إلا أنه مع ذلك، لم يأخذ هذا الأجراء في الاعتبار فتوى محكمة العدل الدولية التي قررت في أواخر عام 1975 أن شعب الصحراء الغربية له الحق في تقرير المصير، وأن يخول له التقرير بحرية في شكل الاختيار بين الاندماج مع موريتانيا أو المغرب أو كليهما، أو إقامة دولة مستقلة. تم إعادة تسمية الجزء الموريتاني من المنطقة، الذي يقابل النصف الجنوبي من ريو دي أورو، أو ثلث إقليم الصحراء الإسبانية، بـتيريس الغربية.

## النتائج
وقد عارضت عملية الاستيلاء بعنف من قبل حركة استقلال الشعوب الأصلية الموجودة مسبقًا، جبهة البوليساريو، والتي اكتسبت دعمًا من الجزائر. سارت الحرب التي تلت ذلك بشكل سيئ بالنسبة لموريتانيا، وسقطت حكومة ولد دادة في عام 1978. غادرت موريتانيا تريس الغربية في العام التالي، متخلية عن جميع المطالبات في أي جزء من الصحراء الغربية، واعترفت بجبهة البوليساريو كممثل شرعي لشعبها. تدهورت العلاقات مع الرباط بسرعة، ووسط مزاعم بدعم المغرب لمحاولة الانقلابات ونشوب إشتباكات مسلحة طفيفة، اقتربت موريتانيا من الجزائر وجبهة البوليساريو. أقامت الحكومة بعد ذلك علاقات رسمية مع حكومة الجبهة في المنفى، الجمهورية العربية الصحراوية الديمقراطية، كسلطة معترف بها على الإقليم.
إن رؤية موريتانيا الكبرى لا تحظى بجاذبية كبيرة في موريتانيا اليوم، ولا يسعى إليها أي فصيل سياسي كبير. في حين لا تزال موريتانيا تعترف بالجمهورية الصحراوية، فقد تحسنت العلاقات مع المغرب إلى حد كبير وتسعى الآن بشكل عام إلى البقاء بعيدا عن نزاع الصحراء الغربية، التي لا تزال دون حل.

## المناطق الداخلة في "موريتانيا الكبرى"
- موريتانيا
- مالي
- أجزاء من منطقة تيلابيري النيجر
- الصحراء الغربية